# فقط تو (فیلم ۲۰۱۸)
فقط تو فیلمی رومانتیک و درام محصول ۲۰۱۸ بریتانیا است. لایا کوستا و جاش اوکانر از بازیگران این فیلم هستند.

## طرح فیلم
داستان دربارهٔ یک دختر ۳۵ ساله و یک پسر ۲۶ است که در یک رابطه عاطفی هستند. موضوع اختلاف سنی، نازایی شاکلهٔ فیلم را تشکیل می‌دهد.

## بازیگران
- لایلا کوستا در نقش اِلنا آلدانا
- جاش اوکانر در نقش جیک
- پیتر وایت در نقش اَندرو

## بازخورد
فیلم با تحسین منتقدین همراه شد. راتن تومیتوز درجه ۱۰۰٪ را به فیلم اختصاص داد.